# رولاند ويلسون (موزع)
رولاند ويلسون (بالإنجليزية: Roland Wilson)‏ هو موزع أمريكي، ولد في 26 يونيو 1951.

## وصلات خارجية
- رولاند ويلسون على موقع ميوزك برينز (الإنجليزية)
- رولاند ويلسون على موقع أول ميوزيك (الإنجليزية)
- رولاند ويلسون على موقع ديسكوغز (الإنجليزية)